# 初春 (初代神風型駆逐艦)
|          |                                                                       |
| 艦歴     |                                                                       |
| 計画     | 明治37年度臨時軍事費                                                  |
| 起工     | 1905年11月11日                                                        |
| 進水     | 1906年5月21日                                                         |
| 就役     | 1907年3月1日                                                          |
| その後   | 1912年8月28日三等駆逐艦 1928年7月6日廃駆逐艦第4号と仮称               |
| 除籍     | 1924年12月1日                                                         |
| 廃船     | 1926年6月16日                                                         |
| 処分     | 1928年8月13日撃沈処分                                                 |
| 性能諸元 |                                                                       |
| 排水量   | 常備：381t 満載：450t                                                 |
| 全長     | 69.2メートル                                                          |
| 全幅     | 6.6メートル                                                           |
| 吃水     | 1.8メートル                                                           |
| 機関     | レシプロエンジン2基2軸、6,000hp                                       |
| 最大速力 | 29ノット                                                              |
| 航続距離 | 11ノット/850カイリ                                                    |
| 乗員     | 70人                                                                  |
| 兵装     | 80mm（40口径）単装砲 2門 80mm（28口径）単装砲 4門 450mm魚雷発射管 2門 |

初春（はつはる）は、大日本帝国海軍の駆逐艦で、神風型駆逐艦 (初代)の23番艦である。同名艦に初春型駆逐艦の「初春」があるため、こちらは「初春 (初代)」や「初春I」などと表記される。

## 艦歴
1905年（明治38年）2月15日、命名（製造番号第23号）。同年11月11日、川崎造船所で起工。1906年（明治39年）5月21日、進水。同月24日、駆逐艦に類別。1907年（明治40年）3月1日、竣工。
第一次世界大戦では、シンガポール方面の警備に従事。シベリア出兵時には沿海州の沿岸警備を行った。
1924年（大正13年）12月1日、除籍。1926年（大正15年）6月16日、廃船。1928年（昭和3年）7月6日、廃駆逐艦第4号と仮称。同年8月13日、航空母艦赤城・鳳翔搭載機の爆撃標的として撃沈処分。

## 艦長
※『日本海軍史』第9巻・第10巻の「将官履歴」及び『官報』に基づく。
駆逐艦長
- （兼）磯部忠次 少佐：1907年1月18日 - 1907年3月30日
- （兼）笹尾源之丞 大尉：1907年3月30日 - 1907年5月17日
- 広沢恒 大尉：1907年5月17日 - 1909年2月20日
- 伊東真三郎 大尉：1909年2月20日 - 1911年5月23日
- 志村実 大尉：1911年5月23日 - 1912年12月1日
- 山田虎雄 少佐：1912年12月1日 - 1914年5月27日
- 徳田伊之助 少佐：1914年5月27日 - 1915年2月1日
- 津田威彦 大尉：不詳 - 1916年4月1日
- 玉木豊之助 大尉：1916年4月1日 - 1916年12月25日[7]
- 安田貢 少佐：1916年12月25日[7] - 1917年12月1日[8]
- 和田省三 大尉：1917年12月1日 - 1919年7月29日
- 木村由之助 少佐：1919年7月29日[9] - 1919年12月1日[10]
- 清水長吉 大尉：1919年12月1日[10] -
- 藤堂功 少佐：1920年12月1日 - 1922年2月1日[11]
- 池田久雄 大尉：1922年2月1日[11] - 1922年12月1日[12]
- 宮武重敏 大尉：1922年12月1日[12] - 1924年6月16日[13]
- 吉田孝 大尉：1924年6月16日[13] -